# 釣って食べたいギャル澤さん
『釣って食べたいギャル澤さん』（つってたべたいギャルさわさん）は、ふなつかずきによる日本の漫画作品。『グランドジャンプ』（集英社）にて、2024年14号から連載中。
主に東京湾での釣りを舞台としており、実在する釣り船や船宿、飲食店が登場する。
単行本第1巻が発売された際には原泰久が、第2巻では森恒二、第3巻では森川ジョージがそれぞれ帯に推薦のコメントを寄せている。

## あらすじ
東京の印刷会社に勤める釣谷一尋は休日に1人で釣り場に出かけ、釣った魚を食べる事をささやかな趣味としていた。そんなある日、釣り船で出会った陽キャなギャル春澤祭に話しかけられる。後日、中途採用で入社した祭と偶然再会し、さらに祭が会社の社長令嬢だと知り、流されるままに釣りや料理を教える約束をさせられる。こうして一尋と祭の釣り&魚料理ライフが始まるのである。

## 登場人物
釣谷一尋（）
静岡県掛川市出身。社会人3年目。24歳。
武蔵山大学という三流大学を卒業後、祖父の伝手を使いデザイン事務所『シムズデザイン』に就職。その後、大手印刷会社『HALL印刷』に出向し、製造部第一課DTP科に在籍し、商品パッケージなどの製版作業を担当している。釣りが唯一の趣味で小4から続いており、週1から隔週のペースで没頭している。祭から「るーやん」、神楽と花火兄妹からは「ピッピ（さん）」と呼ばれている。
正社員ではなく出向社員のため社内での認知度は低く、祭と噂になるまで存在を知らない社員が多かった。本人のコミュ障もあって、先輩からの飲みの誘いを断るなど日頃の同僚への対応にも難があり、「三流大卒のくせに」と陰口を叩かれる事もしばしばあるが、本人は全く気にしていない。
実家が酒屋で酒にも詳しい。
自動車免許を取得しており、釣行では祭の運転の危なっかしさやナビも兼ねて祭の車を運転する。
春澤祭（）
通称「ギャル澤さん」21歳。テンション高めなギャルだが、美人でありスタイルもかなり良い。HALL印刷の社長令嬢で総務部総務課所属の新入社員。入社前は居酒屋のバイトしか社会人経験が無い。
「釣った魚を食べたい」と軽い気持ちで最近釣りを始めたばかりの初心者。小学校まで大阪の田舎育ちで昆虫に強く、アオイソメなどの虫エサにも触れることができる他、時々関西弁になる。また山村生活が長かったのもあって海に対する知識が乏しい上に船酔いにあまり強くなく、長時間の船釣りの際には酔い止め薬の服用が必須になる。
釣り船では波対策として水着姿にレインコートとサンダルとギャルな格好をしている。また右胸元にほくろがあり、一尋もほくろに目がいってしまいがち。
初心者ということもあり、お目当て以外の（それでも食べて美味しいのばかりだが）外道に高確率で当たる。
制服を改造するなどいかにもギャル風な容姿をしており、普段の言葉もノリが軽いものが多いが、性格はむしろ純情で男を手玉に取るような言動は決してしない。また一般常識と向学心も相応に持って真面目な面もあるため、仕事もこなせる。社長令嬢という立場を抜きにしても総務部内での評価は高い。
レーシックを受けた時からハロー・グレア現象を持ってしまっているため、自動車免許を取得しているが暗いところの運転が苦手。本人も自覚していて夜間の運転では眼鏡を着用しているが、それでも車間感覚が掴めないほど。家の車のBMW MINI(クーパーS 5ドア)を運転し、釣行では一尋がナビも兼ねて運転を代わる。
春澤神楽（）
祭の弟で小学5年生。祭同様のお調子者。
大の海洋生物好きで魚の知識に非常に詳しく、自前のアニサキスライトを使用して祭と一尋が釣って捌いた魚からアニサキスを見つけようとしたこともある。
祭から「カッくん」と呼ばれている。
日頃から祭の胸を見たり揉んだりするのは当たり前で、ポケットに祭のTバックを忍ばせて持ち歩いている「エロガキ」である（なお、そのTバックは一尋の事を「漢」として認めた証として神楽から一尋に贈呈されたのちに祭に見つかり奪い返された）。
春澤花火（）
祭の妹で小学3年生。姉や兄とは違いしっかり者。
祭から「花ちゃん」と呼ばれている。
祭や一尋をからかう神楽に対しては容赦なくツッコミを行なうなど暴力的な一面も見せる。
ボンオドリ
春澤家で飼っている大型犬（バーニーズ・マウンテン・ドッグ）。あだ名は「ボンちゃん」。
初対面の一尋にも躊躇が無いほど人懐っこい。
春澤誠司（）
祭の父親でHALL印刷の現社長。子煩悩な性格で、「祭に悪い虫が付かないように」と自社に就職させ、さらに男性社員には祭との接近禁止令を出すほど。祭が一尋と仲が良いと聞き、一尋の祖父と自身の父親が50年来の親友で一尋を託された事もあり部下の潮木に調査させている。
春澤那海（）
誠司の妻で祭・神楽・花火の母親。
3巻の時点で名前のみの登場。
潮木宗和（）
HALL印刷人事部長。春澤社長の命で一尋と祭の釣行に一般客として変装して同伴する。一尋を自社営業マン基準で観察し、いまいち覇気が足りない反面、今時礼儀正しい青年として評価している。祭のことは「お嬢」と呼んでいる。
美味しいものを食べると眉間にしわが寄り怖い顔になる。
結婚はしていないが、ほまと呼んでいる女性と同棲中。
小桜波乃（）
総務課所属で祭の教育係。25歳。仕事中は祭に対して厳しいが、実は『大のギャル好き』であり、祭の事は『容姿的にも性格的にも好みに物凄く近い』らしく（その描かれ方はレズビアン願望に近い）、そのため仲が良い男の一尋をあまり快く思っていない。祭から「はのピ/パイセン」と呼ばれている。大食いな方で、社食は主にチャーシュー麺の大盛り。泣き上戸。
祭と大差ない初心者だがセンスが良いようでキャスティングもすぐ修得（感覚派のようでうまく投げられない祭にコツを聞かれた時は擬音交じりでの雑な説明になった）、釣行でも目当ての魚を少ないながらも釣っている。
田宮川（）
一尋の同僚。一尋を勝手に「非モテ同盟」の仲間にしている。
魚谷次男（）
居酒屋「うおとみず」の経営者で、一尋の叔父。娘の灯(とも)をはじめとする家族で経営している。一尋が時々釣った魚を卸す所でもあり、見返りに調理場を借りて調理する。
サントス・マリア灯（）
次男の娘で一尋の従姉。父親の経営する居酒屋「うおとみず」で、経営を手伝っている。既婚者で子供がいる。
一尋の祖父
酒屋を経営しており、様々な酒を扱う。春澤家とは50年来の付き合いがあり、就職に悩む一尋を弊社に紹介した。
大友翠（おおとも すい）
祭から「すいちゃ」と呼ばれる髪の半分が緑色のギャル友達。幼馴染でもあり祭の家庭の事情にも通じており、それもあってここ最近釣りに夢中の祭の変化を気にしている。
ギャル好きで巨乳好きの兄がいる。
兄のシーバス釣りに気まぐれで同道したときに偶然一尋と遭遇、祭との関係を問いただした。

## 書誌情報
- ふなつかずき『釣って食べたいギャル澤さん』集英社〈ヤングジャンプ コミックス〉、既刊3巻（2025年7月17日現在）
  1. 2024年9月24日初版第一刷発行（2024年9月19日発売[1][集 1]）、ISBN 978-4-08-893395-5
  2. 2025年2月23日初版第一刷発行（2025年2月18日発売[集 2]）、ISBN 978-4-08-893566-9
  3. 2025年7月22日初版第一刷発行（2025年7月17日発売　[集 3]）、ISBN 978-4-08-893749-6

### 集英社BOOK NAVI
以下の出典は『集英社BOOK NAVI』（集英社）内のページ。書誌情報の発売日の出典としている。
1. ↑  “釣って食べたいギャル澤さん/1”. 集英社の本 公式.   集英社. 2024年9月19日閲覧。
2. ↑  “釣って食べたいギャル澤さん/2”. 集英社の本 公式.   集英社. 2025年2月18日閲覧。
3. ↑  “釣って食べたいギャル澤さん/3”. 集英社の本 公式.   集英社. 2025年7月18日閲覧。